# Murcia-Rundfahrt 2010
Die 30. Murcia-Rundfahrt fand vom 3. bis 7. März 2010 statt. Das Radrennen wurde in fünf Etappen über eine Distanz von 645,9 Kilometern ausgetragen. Es gehört zur UCI Europe Tour 2010 und ist dort in die Kategorie 2.1 eingestuft.

## Etappen
| Etappe    | Tag     | Start – Ziel                                  | km       | Etappensieger   | Führender       |
| --------- | ------- | --------------------------------------------- | -------- | --------------- | --------------- |
| 1. Etappe | 3. März | San Pedro del Pinatar – San Pedro del Pinatar | 166,5    | Robert Hunter   | Robert Hunter   |
| 2. Etappe | 4. März | Calasparra – Caravaca de la Cruz              | 169,8    | Robert Hunter   | Robert Hunter   |
| 3. Etappe | 5. März | Las Torres de Cotillas – Alhama de Murcia     | 166,5    | Luke Roberts    | Josep Jufré     |
| 4. Etappe | 6. März | Alhama de Murcia – Alhama de Murcia           | 22 (EZF) | František Raboň | František Raboň |
| 5. Etappe | 7. März | Murcia – Murcia                               | 121,1    | Theo Bos        | František Raboň |